# Złote Pióro Wolności
Złote Pióro Wolności – coroczna nagroda dziennikarska przyznawana przez Światowe Stowarzyszenie Gazet i Wydawców (ang. World Association of Newspapers and News Publishers, WAN-IFRA) od 1961 roku. Przyznawana jest zarówno osobom indywidualnym jak i grupom. Celem nagrody jest zwrócenie uwagi na represje rządów i na walczących z nimi dziennikarzy. Zdarzało się, że przyznanie nagrody skutkowało zwolnieniem laureata z więzienia lub zapewniało ochronę przed dalszym prześladowaniem.

## Laureaci
| Rok  | Laureat                                                                                  | Kraj                                                           |
| ---- | ---------------------------------------------------------------------------------------- | -------------------------------------------------------------- |
| 1961 | Ahmet Emin Yalman                                                                        | Turcja                                                         |
| 1963 | Guardian Sein Win                                                                        | Mjanma                                                         |
| 1964 | Gabriel Makoso                                                                           | Demokratyczna Republika Konga                                  |
| 1965 | Esmond Wickremesing                                                                      | Sri Lanka                                                      |
| 1966 | Jules Dubois                                                                             | USA                                                            |
| 1967 | Mochtar Lubis                                                                            | Indonezja                                                      |
| 1968 | Christos Lambrakis                                                                       | Grecja                                                         |
| 1969 | Prasa czechosłowacka                                                                     | Czechosłowacja                                                 |
| 1970 | Alberto Gainza Paz                                                                       | Argentyna                                                      |
| 1972 | Hubert Beuve-Méry                                                                        | Francja                                                        |
| 1973 | Anton Betz                                                                               | Niemcy                                                         |
| 1974 | Julio de Mesquita Neto                                                                   | Brazylia                                                       |
| 1975 | Sang-Man Kim                                                                             | Korea Południowa                                               |
| 1976 | Raul Régo                                                                                | Portugalia                                                     |
| 1977 | Robert High Lilley                                                                       | Irlandia Północna                                              |
| 1978 | Donald Woods, Percy Qoboza                                                               | Południowa Afryka                                              |
| 1979 | Claude Bellanger (pośmiertnie)                                                           | Francja                                                        |
| 1980 | Jacobo Timerman                                                                          | Argentyna                                                      |
| 1981 | José Javier Uranga                                                                       | Hiszpania                                                      |
| 1982 | P. Joaquin Chamorro Barrios                                                              | Nikaragua                                                      |
| 1985 | Joaquin Roces                                                                            | Filipiny                                                       |
| 1986 | Anthony Heard                                                                            | Południowa Afryka                                              |
| 1987 | Juan Pablo Cárdenas                                                                      | Chile                                                          |
| 1988 | Nadżi al-Ali (pośmiertnie)                                                               | Palestyna                                                      |
| 1989 | Sergei Grigoryants                                                                       | ZSRR                                                           |
| 1990 | Luis Gabriel Cano                                                                        | Kolumbia                                                       |
| 1991 | Gitobu Imanyara                                                                          | Kenia                                                          |
| 1992 | Dai Qing                                                                                 | Chiny                                                          |
| 1993 | Pius Njawe                                                                               | Kamerun                                                        |
| 1994 | Omar Belhouchet                                                                          | Algieria                                                       |
| 1995 | Gao Yu                                                                                   | Chiny                                                          |
| 1996 | Yndamiro Restano Díaz                                                                    | Kuba                                                           |
| 1997 | Naša borba, Feral Tribune, Oslobođenje                                                   | Federalna Republika Jugosławii, Choracja, Bośnia i Hercegowina |
| 1998 | Doan Viet Hoat                                                                           | Wietnam                                                        |
| 1999 | Faraj Sarkohi                                                                            | Iran                                                           |
| 2000 | Nizar Nayouf                                                                             | Syria                                                          |
| 2001 | Win Tin, San San Nweh                                                                    | Mjanma                                                         |
| 2002 | Geoffrey Nyarota                                                                         | Zimbabwe                                                       |
| 2003 | Białoruskie Stowarzyszenie Dziennikarzy                                                  | Białoruś                                                       |
| 2004 | Ruslan Sharipov                                                                          | Uzbekistan                                                     |
| 2005 | Mahjoub Mohamed Salih                                                                    | Sudan                                                          |
| 2006 | Akbar Ganji                                                                              | Iran                                                           |
| 2007 | Shi Tao                                                                                  | Chiny                                                          |
| 2008 | Li Changqing                                                                             | Chiny                                                          |
| 2009 | Najam Sethi                                                                              | Pakistan                                                       |
| 2010 | Ahmad Zeidabadi                                                                          | Iran                                                           |
| 2011 | Dawit Isaak                                                                              | Erytrea/Szwecja                                                |
| 2012 | Anabel Hernández                                                                         | Meksyk                                                         |
| 2013 | Than Htut Aung                                                                           | Mjanma                                                         |
| 2014 | Eskinder Nega                                                                            | Etiopia                                                        |
| 2015 | pracownicy mediów, którzy ponieśli śmierć w związku z wykonywaniem obowiązków służbowych | Świat                                                          |
| 2016 | Dmitrij Muratow                                                                          | Rosja                                                          |
| 2017 | Can Dündar                                                                               | Turcja                                                         |
| 2018 | Maria Ressa                                                                              | Filipiny                                                       |
| 2019 | Jamal Khashoggi                                                                          | Arabia Saudyjska                                               |
| 2020 | Jineth Bedoya Lima                                                                       | Kolumbia                                                       |
| 2021 | Jimmy Lai i redakcja Apple Daily                                                         | Hongkong                                                       |
| 2022 | Gazeta Wyborcza i Fundacja Gazety Wyborczej                                              | Polska                                                         |